# Нуну II Мендіш
Нуну II Мендіш (порт. Nuno Mendes; д/н — 17 лютого 1071) — граф Португальський в 1050—1071 роках.

## Життєпис
Походив з роду Вімарано Переша. Син графа Португалії Менду III. Між 1505 та 1054 році після смерті батька успадкував Португальське графство. Висувається версія, що до 1058 року через малий вік перебував під опікою бабці Ілдуари Мендіш. У 1055—1057 роках у складі королівського війська брав участь у військовій кампанії проти Бадахоської тайфи. 1059 році увійшов до королівської ради при королі Кастилії Фернандо I.
У 1060 році долучився до нової війни проти Бадахоської тайфи, що завершилася 1064 року відвоюванням міста Коїмбра. Втім проти сподівань Нуну II він не отримав графство Коїмбра, де король призначив альгвасілом Сіснанду Давідіша. У 1065 року з початком боротьби між братами Альфонсо VI, королем Леону і Санчо II, королем Кастилії, Нуну Мендіш поступово став відновлювати вплив в регіоні. 1068 року заснував монастир Св. Мартина в Карамуші.
1070 року погіршилися стосунки з Гарсією II, королем Галісії. У 1071 році Нуну II повстав проти останнього. Втім Педру, архієпископ Браги і феодали провідних п'яти родин Португалії — Майя, Соуза, Браганса, Байа і Рібадору — зберегли вірність королю Галісії. У вирішальній битві біля Педрозу граф Португалії зазнав нищівної поразки й загинув, його володіння були приєднанні до королівського домену Галісії.

## Родина
Дружина — Госінда
Діти:
- Лупа Аврелеліда, дружина Сіснандо Давідеса, альгвасіла Коїмбри
- Гомес